# Camp Occidental de Guiza

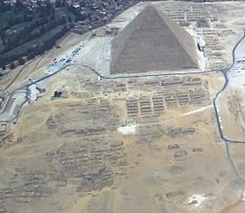
Panorama de la necròpoli oest de la Gran Piràmide.

El Camp Occidental de Guiza és una necròpolis situada a l'oest de la Piràmide de Kheops. Se subdivideix en diverses zones, incloent-hi els cementiris coneguts com a Excavacions d'Abu Bakr (1949-50, 1950-1, 1952 i 1953) i diversos cementiris anomenats segons els números de les mastabes, com ara el Cementiri G 1000 o el Cementiri G 1100. Tres cementiris foren anomenats en honor dels arqueòlegs que els excavaren: el Cementiri de Junker Occidental, el Cementiri de Junker Oriental i el Cementiri de Steindorff.